# 1871 en sport
Cet article présente les faits marquants de l'année 1871 en sport.

## Aviron
- 1er avril : The Boat Race entre les équipes universitaires d'Oxford et de Cambridge. Cambridge s'impose[1].

## Baseball
- 17 mars : fondation à New York de la National Association of Professional Base Ball Players qui met en place un championnat professionnel à caractère national. En fait, seul le quart Nord-Est du pays est ici concerné[2].
- 4 mai : Fort Wayne Kekiongas s’impose 2-0 face à Cleveland’s Forest City Club à l’occasion du premier match de championnat professionnel de baseball (National Association)[2].
- 30 octobre : les Philadelphia Athletics remportent le premier championnat professionnel des États-Unis de baseball organisé par la National Association of Professional Base Ball Players avec 21 victoires et 7 défaites[2].

## Cricket
- Le Nottinghamshire County Cricket Club est sacré champion de cricket en Angleterre[3].

## Cyclisme
- Fondation du premier club néerlandais de cyclisme : Deventer Velocipede Club[4].

## Football
- 25 février : match international non officiel entre l'Angleterre et l'Écosse à Londres (Kennington Oval) : 1-1[5].
- Fondation du club de football anglais de Reading FC[6].
- 20 juillet : création de la FA Challenge Cup[7].

## Jeu de paume
- L’Anglais George Lambert succède à Tomkins comme « Champion du Monde » de jeu de paume[8].

## Rugby à XV
- 26 janvier : fondation en Angleterre de la Rugby Football Union. 21 clubs, dont Blackheath, participent à cette création. Blackheath était jusque-là membre de la Football Association, mais ce fut le clash face à l’intransigance de la FA quant à l’usage des mains pour porter le ballon prôné par Blackheath[9].
- 27 mars : premier match international de rugby entre l’Angleterre et l’Écosse. L’Écosse s’impose devant 4000 spectateurs[10].

## Sport hippique
- Angleterre : Favorius gagne le Derby d'Epsom[11].
- Angleterre : The Lamb gagne le Grand National[12].
- Irlande : Maid of Athens gagne le Derby d'Irlande[13].
- Australie : The Pearl gagne la Melbourne Cup[14].
- États-Unis : Harry Bassett gagne la Belmont Stakes[15].

## Voile
- Nelson Comstock sur Columbia et Sappho remporte la Coupe de l'America pour le New York Yacht Club[16].

## Naissances
- 1er janvier : Young Griffo, boxeur australien. († 10 décembre 1927).
- 13 janvier : Paul Chauchard, pilote de course automobile français. († 21 février 1916).
- 2 février : Montagu Toller, joueur de cricket britannique. († 5 août 1948).
- 3 février : Jean-Baptiste Mimiague, maître d'armes du fleuret français. († 6 août 1929).
- 15 février : Carlos de Candamo, joueur de rugby à XV, escrimeur et joueur de tennis puis diplomate péruvien. († 16 février 1946).
- 22 février : Willy Tischbein, pilote de courses automobile et industriel allemand. († 9 février 1946).
- 25 février : Oliver Campbell, joueur de tennis américain. († 11 juillet 1953).
- 26 février : August Lehr, cycliste sur piste allemand. († 15 juillet 1921).
- 2 mars : William Bancroft, joueur de rugby gallois. († 3 mars 1959).
- 3 mars : Maurice Garin, cycliste sur route italien puis français. († 19 février 1957).
- 7 mars : Malcolm McVean, footballeur écossais. († 6 juin 1907).
- 16 mars : Frantz Reichel, joueur de rugby français. († 24 mars 1932).
- 19 mars : John Henry Taylor, golfeur britannique. († 10 février 1963).
- 25 mars : Louis Perrée, épéiste français. († 1er mars 1924).
- 14 avril : Henri Fournier, pilote automobile, coureur cycliste, pilote de vitesse moto et aviateur français. († 18 décembre 1919).
- 4 mai : Henri Dapples, footballeur suisse. († 9 mai 1920).
- 30 mai : Nándor Dáni, athlète de demi-fond hongrois. († 31 décembre 1949).
- 14 juin : Hermanus Brockmann, rameur néerlandais. († 18 janvier 1936).
- 19 juin : 
  - Fritz Hofmann, gymnaste et athlète de sprint, de sauts et de lancers allemand. († 14 janvier 1927).
  - Alajos Szokolyi, athlète de sprint hongrois. († 9 septembre 1932).
- 25 juin : Gratien Michaux, ingénieur et pilote de course automobile français. († 16 août 1943).
- 11 juillet : Alex Leake, footballeur puis entraîneur anglais. († 29 mars 1938).
- 24 août : Conrad Böcker, gymnaste artistique allemand. († 8 avril 1936).
- 12 septembre : John Campbell, footballeur écossais. († 2 décembre 1947).
- 15 septembre : Edgar Allan Poe, joueur de foot U.S. puis avocat américain. († 19 novembre 1961).
- 18 septembre : Ferdy Aston, joueur de rugby à XV anglo-sud-africain. († 15 octobre 1926).
- 24 septembre : 
  - Lottie Dod, joueuse de tennis et tireuse à l'arc britannique. († 27 juin 1960).
  - Marius Thé, cycliste sur route français. († 10 septembre 1915).
- 26 septembre : Sam Lee, joueur de rugby à XV irlandais. († 4 janvier 1944).
- 24 octobre : Louis Sockalexis, joueur de baseball américain. († 24 décembre 1913).
- 3 novembre : Owen Badger, joueur de rugby à XV gallois. († 17 mars 1939).
- 13 novembre : Billy Beats, footballeur anglais. († 6 avril 1936).
- 1er décembre : Archie MacLaren, joueur de cricket anglais. († 17 novembre 1944).
- 23 décembre : Jimmy Crabtree, footballeur anglais. († 31 mars 1908).
- ? : Charles Beachcroft, joueur de cricket britannique. († 15 mai 1927).
- ? : Nettie Honeyball, fondatrice du British Ladies' Football Club, l'un des premiers clubs de football féminin. († ?).
- ? : John Stewart Napier, pilote de course automobile britannique. († ?).
- ? : Leonídas Pýrgos, sabreur grec. († ?).